# Шелен (река)
Шелен (укр. Шелен, крымскотат. Şelen, Шелен-узень) — небольшая река в восточной части Южного берега Крыма, в восточной части Главной гряды Крымских гор. Длина реки 10 км, площадь водосбора 42,0 км², уклон реки 35 м/км, среднемноголетний сток, на гидропосте Громовка, составляет 0,042 м³/сек, в устье — 0,5 м³/сек.
Исток находится в четырёх километрах северо-западнее села Громовка, на юго-восточном склоне Главной гряды Крымских гор, ниже Шеленских перевалов, на высоте 650 м. Течет почти на юг, склоны долины реки рассечены оврагами и балками, в верховьях покрыты лесом из бука, граба, клёна (почти в неизменном виде сохранились участки субсредиземноморской ксерофильной растительности). После Громовки растительность представлена редкими зарослями чахлого кустарника (грабинник, держидерево, шиповник) и участками, покрытыми редкой, выжженной солнцем травяной растительностью. Долина реки с севера ограничена горой Караул-Тепе (983,9 м), на западе — цепью гор с вершиной Аю-Кая (982,7 м), на востоке соседствует с бассейном реки Ворон.
Русло реки имеет незначительный уклон, что обусловливает относительно равномерные условия на всем протяжении реки за исключением верховьев, где уклон увеличивается, есть участки ступенчатого русла. В среднем течении пойма засажена виноградниками. Шелен имеет сток только весной и после ливней, характерны селевые паводки (в 1956 году сель образовал в устье реки косу, выходящую в море на 41 м). Во время паводков дно реки подвержено значительным смывам и намывам. Впадает в Капсихорскую бухту Чёрного моря в селе Морское, образуя песчано-гравийную дельту шириной 60 м. У Шелена 4 безымянных притока, вода реки относится к гидрокарбонатному классу, группе кальция, с минерализацией от 200—300 до 450—600 мг/л и жесткостью от 2,3—3,9 до 5,15—7,0.